# James Monteith Grant
Sir James Monteith Grant (19 ottobre 1903 – 1º dicembre 1981) è stato un avvocato e ufficiale araldico britannico.

## Carriera
Studiò all'Edinburgh Academy e all'Università di Edimburgo, dove ha studiato legge, è stato nominato un Writer to the Signet nel 1927.
Il suo primo incarico è stato araldico come Carrick Pursuivant nel 1946. È stato promosso a Marchmont Herald nel 1957 e poi a Lord Lyon nel 1969. È stato anche segretario del dell'Ordine del Cardo (1971-1981). Dal suo ritiro come Lord Lyon nel 1981, ricoprì di nuovo la carica di Marchmont Herald fino alla sua morte, nel 1981.